# Stanley, Insulele Falkland
 Stanley (denumit anterior Port Stanley) este singurul oraș și în același timp capitala Insulelor Falkland. Este situat pe insula East Falkland (6.605 km²), fiind un oraș portuar cu 2.115 loc.(2006).
Orașul a fost întemeiat în anul 1843, iar în 1845 devine capitală. Poartă numele lordului Stanley (Edward Geoffrey Smith Stanley, 14. Earl of Derby) care a trăit între anii 1799–1869 și a fost Secretary of State for War and the Colonies în Anglia. În acele vremuri, localitatea era un punct de sprijin și de alimentare a marinei regale britanice, aici reparându-se navele avariate, fiind în același timp și o bază de alimentare cu cărbuni a balenierelor.
Între anii 1879–1886, orașul a suferit distrugeri mari de pe urma unor cutremure. În anul 1914 aici ancorau nave de război engleze, care au fost distruse de flota militară est-germană.
În anul 1979 a fost construit un aeroport care servește pentru scopuri militare și scopuri comerciale cu legături aerine spre Chile.
În 1982, în urma conflictului militar dintre Regatul Unit și Argentina (Războiul Malvinelor), insulele au rămas sub posesiune britanică.